# Nie kłam, kochanie
Nie kłam kochanie – polska komedia romantyczna z 2008 roku w reżyserii Piotra Wereśniaka.

## Produkcja
Zdjęcia plenerowe do filmu kręcono w następujących lokacjach: 
- Kraków (Rynek Główny, ul. Szeroka, restauracja Wierzynek, lotnisko w Balicach, kościoły: św. Wojciecha, Mariacki, św. Piotra i Pawła, św. Andrzeja, Pub "Stajnia" przy ul. Izaaka);
- Ojcowski Park Narodowy (zamek Pieskowa Skała, Dolina Prądnika, Ojców - kaplica "Na Wodzie");
- Warszawa (wieżowiec Rondo 1 przy rondzie ONZ, ul. Lwowska, osiedle Marina Mokotów);
- Malta (Valletta)[1].

## Fabuła
Marcin jest nałogowym kłamcą, traci intratną posadę i popada w tarapaty finansowe. Byłe dziewczyny nie chcą go znać. Jedyną nadzieją na powrót do dawnego stylu życia jest dla bohatera przyjazd bogatej ciotki z Anglii. Ciocia Nela chce przekazać jedynemu siostrzeńcowi swój majątek, ale stawia warunek: musi się ożenić. W szukaniu narzeczonej pomaga mu kolega.

## Obsada
- Piotr Adamczyk − Marcin
- Marta Żmuda Trzebiatowska − Ania
- Beata Tyszkiewicz − ciocia Nela
- Grażyna Szapołowska − mama Marcina
- Sławomir Orzechowski − Marian (ojciec Marcina)
- Magdalena Schejbal − Magda (przyjaciółka Ani)
- Tomasz Karolak − Paweł (przyjaciel Marcina)
- Łukasz Simlat − szef Ani
- Rafał Cieszyński − Adam (chłopak Magdy)
- Joanna Liszowska − była dziewczyna Marcina
- Tamara Arciuch − była dziewczyna Marcina
- Karolina Muszalak − była dziewczyna Marcina
- Iwona Guzowska − była dziewczyna Marcina
- Katarzyna Bujakiewicz − była dziewczyna Marcina
- Krzysztof Tyniec − komornik sądowy Maurycy Zaborski
- Lech Wałęsa − jako on sam
- Genowefa Wydrych − pani Zosia, sąsiadka Paprockich

## Informacje dodatkowe
- W scenie na lotnisku, mama Marcina oraz ciocia Nela wychodzą z terminalu o godzinie 9:23, natomiast kiedy podchodzą do oddalonego o kilkadziesiąt metrów samochodu jest już 10:14. Cała scena w filmie trwa nie więcej niż minutę.
- Podczas kręcenia scen do filmu, Piotr Adamczyk złamał nogę – to właśnie dlatego w kilku scenach para jeździ dorożką.
- Kręcenie scen utrudniały wycieczki z Włoch – turyści rozpoznali Piotra Adamczyka – odtwórcę roli papieża, prosili go o autografy i robili sobie z nim zdjęcia.
- W jednej z końcowych scen filmu główna bohaterka, Ania, ogląda inny polski film pt. Nigdy w życiu!.
- W scenie gdy para jedzie dorożką po randce na Kazimierzu jest błąd. Za plecami pary widać znajdujący się na Rynku Głównym kościół św. Wojciecha. Para słucha hejnału patrzy w lewo na kościół Mariacki. W rzeczywistości kościół Mariacki jest po prawej stronie.